# Chỉ thị Z30
Chỉ thị Z30 là một chỉ thị miệng, tối mật, có khoảng từ tháng 3 năm 1983 nhằm tịch thu nhà, tài sản của một số gia đình có nhà hai tầng trở lên tại Việt Nam.

## Thuộc tính của chỉ thị
Thuộc tính của chỉ thị là mật, không rõ của Ban Bí thư hay của Chính phủ. Vì là chỉ thị miệng nên không có người ký, không có văn bản, không dựa trên bất kỳ một điều khoản pháp luật hiện hành, cũng không dựa trên một chủ trương chính sách nào của Đảng. Ngay cả cấp bí thư tỉnh uỷ, bộ trưởng bộ công an, Văn phòng Trung ương Đảng và Văn phòng chính phủ cũng không rõ thuộc tính của Chỉ thị, hiệu lực thực thi của Chỉ thị mà chỉ được biết là Hà Nội lúc đó đã làm và các địa phương khác phải làm theo.

## Thực hiện
Hà Nội đã thực hiện tịch thu 105 nhà, cơ quan công quyền tịch thu tài sản của người dân mà không cần tòa án và cũng không có bất cứ một bằng chứng nào để có thể khẳng định đó là tài sản có được một cách bất hợp pháp. Tình hình nhân dân bị tịch thu tài sản rất xấu. Có một gia đình bị tịch thu, cả nhà đội khăn tang, bị đẩy lên xe, khóc sướt mướt.
Tỉnh Hà Nam Ninh do Nguyễn Văn An làm bí thư đã đốt danh sách (khoảng 100 quyết định) do công an tỉnh lập để tiến hành tịch thu, đã được đóng dấu ngay trước đêm định thực hiện trong danh sách 200 gia đình xếp theo ABC có nhà hai tầng trở lên. nhưng cuối cùng cũng không thực hiện. Khi phóng viên Bùi Hoàng Tám hỏi, ông Nguyễn Văn An Bí thư tỉnh ủy Hà Nam Ninh khi đó trả lời: "Có giàu có gì đâu! Cả thành phố Nam Định ngày đó còn nghèo lắm, của cải có được là bao nhiêu. Những cái nhà nằm trong danh sách bị tịch thu ấy nó bé tẹo như cái chuồng chim thôi."
Hải Phòng do Đoàn Duy Thành làm bí thư không chịu thực hiện khi chưa thấy Chỉ thị bằng văn bản. Giám đốc công an thành phố Hải Phòng - Dương Khắc Thụ - đã bị lãnh đạo Bộ Nội vụ phê bình. Số gia đình có khả năng bị tịch thu tài sản căn cứ theo lý do có nhà trên hai tầng ở Hải Phòng lúc đó là khoảng 500 nhà.
Thành phố Hồ Chí Minh do Nguyễn Văn Linh làm bí thư thành uỷ từ chối thực hiện Chỉ thị Z30 vì đây là chỉ thị miệng, không có văn bản, chữ ký nên không có căn cứ thi hành.
Báo Nhân dân của Đảng vào tháng 6 năm 1983 đăng 6 bài, một bài phê phán Bắc Giang và 5 bài phê phán Hải Phòng do không chịu tịch thu tài sản theo chỉ thị.

## Tranh cãi
Bên ủng hộ Chỉ thị là Phó chủ tịch Hội đồng Bộ trưởng Đỗ Mười, bên chống Chỉ thị tại hội nghị Trung ương tháng 6 năm 1983 là Phó chủ tịch Hội đồng Bộ trưởng kiêm Bộ trưởng Bộ Công an Phạm Hùng cùng sự ủng hộ của Đoàn Duy Thành Bí thư Thành ủy Hải phòng, Nguyễn Văn An Bí thư tỉnh ủy Hà Nam Ninh, Nguyễn Văn Linh Bí thư Thành ủy TP Hồ Chí Minh.

## Tác động
Chỉ thị đã làm hàng trăm gia đình bị tịch thu nhà, đẩy họ vào cảnh khốn khó. Nhiều và gia đình bị tịch thu nhà theo Chỉ thị Z30 này; trong đó có những người khá nổi tiếng như ông "vua lốp" Nguyễn Văn Chẩn.
Đến năm 1992-1993, Hà Nội đã báo cáo là căn bản giải quyết xong hậu quả của Chỉ thị Z30 thông qua việc trao trả lại nhà hoặc thực hiện đền bù Tuy nhiên, hậu quả của nó về mặt lòng tin và trên tâm lý người dân thì chưa phai mờ.

## Đánh giá
Tùy quan điểm chính trị mà nhiều người lúc đó đã có các quan điểm trái ngược nhau. Có người coi Chỉ thị Z30 như là biện pháp trong đấu tranh giai cấp, chống hữu khuynh, chống các quan chức tham nhũng. Người thì cho rằng đó là chỉ thị sai lầm, là trái pháp luật và thiếu đạo lý.
Một tài liệu được cho là hồi ký của Đoàn Duy Thành viết: "Giữa thời kỳ hòa bình xây dựng đất nước mà có những việc làm kỳ lạ như vậy, thật đáng làm một bài học cho các thế hệ cấp uỷ mai sau suy nghĩ và thận trọng. Khi sai sẽ gây ra bao oán thù, nó sẽ tích tụ chồng chất dần lên, thành những hận thù sâu xa đến tận đời con, đời cháu... Khi có biến cố chính trị, những người bị xử sai này dễ ngả về phe chống đối cách mạng mà ta không thể coi thường."